# Deutsche Handballmeisterschaft 1955
Die Deutsche Handballmeisterschaft 1955 war die sechste vom DHB ausgerichtete Endrunde um die Deutsche Meisterschaft im Hallenhandball der Männer. Sie wurde am 26. und 27. Februar 1955 vor 5.000 Zuschauern in der Schwarzwaldhalle in Karlsruhe ausgespielt, in einem Endrundenturnier mit Gruppenphase in der Vorrunde.
In der Neuauflage der Finalbegegnung des Vorjahres holte der TC Frisch Auf Göppingen beim 7:6 gegen den „Altmeister“ SV Polizei Hamburg seinen zweiten Meistertitel. Die in den Nachkriegsjahren so erfolgreichen Polizeisportler konnten an die früheren Erfolge nie mehr anknüpfen; diese Endrunde 1955 war im Hallenhandball die letzte, für die der Verein sich qualifizierte.

## Modus
Zur Teilnahme an der Endrunde waren wieder die Meister der fünf Regionalverbände berechtigt sowie der Vizemeister des gastgebenden Verbandes, in diesem Jahr des Süddeutschen Handballverbands. In zwei Vorrundengruppen qualifizierten sich die jeweils ersten beiden Mannschaften für das Halbfinale, die jeweils Gruppenletzten spielten um Platz fünf.
In der Vorrundengruppe A spielten die SV Polizei Hamburg (Regionalverbandsmeister Nord), der SV Westerholt (Regionalverbandsmeister West) und der FC Bayern München (Vizemeister Regionalverbandsmeister Süd).
In der anderen Gruppe trafen der Titelverteidiger TC Frisch Auf Göppingen (Regionalverbandsmeister Süd), die Reinickendorfer Füchse (Regional-/Landesverbandsmeister Berlin) und die TSG Haßloch (Regionalverbandsmeister Südwest) aufeinander.
Die Spieldauer betrug 2 × 20 Minuten; bei Gleichstand nach regulärer Spielzeit war eine Verlängerung von 2 × 5 Minuten vorgesehen.

## Turnierverlauf
In ihren Vorrundenspielen und den Halbfinals setzten sich Polizei Hamburg und Frisch Auf Göppingen klar gegenüber den anderen Regionalmeistern durch. Damit trafen im Finale die stärksten Mannschaften der Vorsaison erneut aufeinander. Dort zeigte zwar „Polizei Hamburg [...] das beste Hallenendspiel in seiner ruhmreichen Handballgeschichte“, so jedenfalls der Korrespondent des Hamburger Abendblatts, aber in einem „Endspiel voller Dramatik“ siegten dann doch die Göppinger mit 7:6 nach Verlängerung.
Ausgerechnet im Finale blieb der seit Jahren gefährlichste Torschütze der Hamburger, „Atom-Otto“ Maychrzak, völlig wirkungslos. Er wurde mit 13 Treffern zwar Torschützenkönig des Turniers, konnte im Endspiel aber keine Akzente setzen, weil der Göppinger Spielertrainer Bernhard Kempa ihn in harte Manndeckung nehmen ließ. Die Göppinger hatten den besseren Start erwischt (3:1), den die Hamburger um den erfahrenen Werner Vick jedoch noch vor der Halbzeitpause konterten, mit 3:4 wurden die Seiten gewechselt. In der zweiten Hälfte sahen die Hamburger bis fünf Minuten vor Ende der regulären Spielzeit beim Stand von 4:6 wie der kommende Meister aus. Dann allerdings behielt der 19-jährige Göppinger Abiturient Horst Singer bei zwei Siebenmetern die Nerven und konnte ausgleichen. Ein weiteres Tor in der Verlängerung reichte Göppingen zum Gewinn der zweiten Meisterschaft im Hallenhandball.

### Vorrunde
Vorrundenspiele Gruppe A, 26. Februar
SV Westerholt – FC Bayern München: 10:8
SV Polizei Hamburg – SV Westerholt: 11:6
SV Polizei Hamburg – FC Bayern München: 15:8
|    | Abschlusstabelle Gruppe A | Sp. | S | U | N | Tore  | Diff. | Punkte |
| -- | ------------------------- | --- | - | - | - | ----- | ----- | ------ |
| 1. | SV Polizei Hamburg        | 2   | 2 | 0 | 0 | 26:14 | +12   | 4:0    |
| 2. | SV Westerholt             | 2   | 1 | 0 | 1 | 16:19 | −3    | 2:2    |
| 3. | FC Bayern München         | 2   | 0 | 0 | 2 | 16:25 | −9    | 0:4    |

Vorrundenspiele Gruppe B, 26. Februar
Reinickendorfer Füchse – TSG Haßloch: 11:3
TC Frisch Auf Göppingen – TSG Haßloch: 15:5
TC Frisch Auf Göppingen – Reinickendorfer Füchse: 7:4
|    | Abschlusstabelle Gruppe B | Sp. | S | U | N | Tore  | Diff. | Punkte |
| -- | ------------------------- | --- | - | - | - | ----- | ----- | ------ |
| 1. | TC Frisch Auf Göppingen   | 2   | 2 | 0 | 0 | 22:9  | +13   | 4:0    |
| 2. | Reinickendorfer Füchse    | 2   | 1 | 0 | 1 | 15:10 | +5    | 2:2    |
| 3. | TSG Haßloch               | 2   | 0 | 0 | 2 | 8:26  | −18   | 0:4    |

### Finalrunde
Halbfinale, 27. Februar
SV Polizei Hamburg – Reinickendorfer Füchse: 7:5
TC Frisch Auf Göppingen – SV Westerholt: 10:5
Spiel um Platz fünf, 27. Februar
FC Bayern München – TSG Haßloch: 12:10
Spiel um Platz drei, 27. Februar
SV Westerholt – Reinickendorfer Füchse: 3:13
Finale, 27. Februar
TC Frisch Auf Göppingen – SV Polizei Hamburg: 7:6 nach Verlängerung (6:6; Halbzeit: 3:4)